# Hall of Fame (album)
Pour les articles homonymes, voir Hall of Fame.
Albums de Big Sean
Finally Famous
(2011) Dark Sky Paradise
(2015)
Singles
1. Guap
Sortie : 26 octobre 2012
2. Switch Up
Sortie : 6 avril 2013
3. Beware
Sortie : 25 juin 2013
4. Fire
Sortie : 20 août 2013
5. Ashley
Sortie : Octobre 2013
6. You Don't Know
Sortie : 24 mars 2014

Hall of Fame est le deuxième album studio de Big Sean, sorti le 27 août 2013.                    
L'album s'est classé 1er au Top R&B/Hip-Hop Albums et au Top Rap Albums, 2e au Top Digital Albums et 3e au Billboard 200.

## Liste des titres
| No  | Titre                                                                          | Auteur                                                                          | Contient un (des) sample(s) de                                                   | Durée |
| --- | ------------------------------------------------------------------------------ | ------------------------------------------------------------------------------- | -------------------------------------------------------------------------------- | ----- |
| 1.  | Nothing Is Stopping You (Produit par Key Wane)                                 | Sean Anderson, Dwane Weir II, Alexander Izquierdo, Pharrell Williams            | Rocket's Theme de Pharrell Clique (Live at the Palace) de Big Sean et Kanye West | 5:03  |
| 2.  | Fire (Produit par Darhyl « Hey DJ » Camper Jr. et Kinelski)                    | Anderson, Darhyl Camper Jr., Izquierdo, Rob Kinelski                            | Kumpo (Senegal) d'Adzido                                                         | 4:22  |
| 3.  | 10 2 10 (Produit par No I.D., Travi$ Scott et Key Wane)                        | Anderson, Dion Wilson, Jacques Webster, Weir II                                 |                                                                                  | 3:22  |
| 4.  | Toyota Music (Produit par Xaphoon Jones)                                       | Anderson, Noah Beresin                                                          |                                                                                  | 3:23  |
| 5.  | You Don't Know (Produit par No I.D.)                                           | Anderson, Wilson, Adam « Flinch » Glassco, Ellie Goulding                       | You Don't Know de Flinch featuring Ellie Goulding                                | 3:42  |
| 6.  | Beware (featuring Lil Wayne et Jhené Aiko – Produit par Key Wane et Mike Dean) | Anderson, Dwayne Carter, Jr., Weir II, Izquierdo                                | Ain't No Woman (Like the One I've Got) des Four Tops                             | 3:54  |
| 7.  | First Chain (featuring Nas et Kid Cudi – Produit par No I.D. et Key Wane)      | Anderson, Scott Mescudi, Nasir Jones, Wilson, Weir II                           |                                                                                  | 5:29  |
| 8.  | Mona Lisa (Produit par Da Internz et Twilite Tone)                             | Anderson, Marcos Palacios, Ernest Clark, Izquierdo                              |                                                                                  | 3:30  |
| 9.  | Freaky                                                                         | Anderson                                                                        | The Sensuous Black Woman Meets the Sensuous Black Man de Rudy Ray Moore          | 0:42  |
| 10. | MILF (featuring Nicki Minaj et Juicy J – Produit par Da Internz)               | Anderson, Jordan Houston, Onika Maraj, Palacios, Clark, Izquierdo               | The Sensuous Black Woman Meets the Sensuous Black Man de Rudy Ray Moore          | 4:23  |
| 11. | Sierra Leone (Produit par No I.D. et Poyser)                                   | Anderson, Ray Evans, Neal Hefti, Nicole Lequerica, Jay Livingston, James Poyser | Lonely Girl de Dorothy Ashby First Chain de Big Sean featuring Nas et Kid Cudi   | 4:44  |
| 12. | It's Time (featuring Jeezy et Payroll – Produit par Key Wane)                  | Anderson, Jay Jenkins, Weir II                                                  |                                                                                  | 4:41  |
| 13. | World Ablaze (featuring James Fauntleroy II – Produit par Key Wane et No I.D.) | Anderson, James Fauntleroy II, Weir II, Wilson                                  |                                                                                  | 4:48  |
| 14. | Ashley (featuring Miguel – Produit par Million $ Mano et No I.D.)              | Anderson, Miguel Pimentel, Emmanuel « Million $ Mano » Nickerson, Wilson        | Funky President (People It's Bad) de James Brown                                 | 4:22  |
| 15. | All Figured Out (Produit par No I.D.)                                          | Anderson, Wilson                                                                |                                                                                  | 4:44  |

| 16. | Mula (Remix) (featuring 2 Chainz, Meek Mill et Earlly Mac – Produit par Young Chop) | Anderson, Tauheed Epps, Robert Williams, Izquierdo, Tyree Pittman                |                                         | 5:54 |
| 17. | Switch Up (featuring Common – Produit par No I.D. et Kinelski)                      | Anderson, Lonnie Lynn, Jr., Wilson, Kinelski                                     | Clique de Kanye West, Big Sean et Jay-Z | 5:08 |
| 18. | Guap (Produit par Key Wane, Young Chop, Darhyl « Hey DJ » Camper Jr. et Kinelski)   | Anderson, Pittman, Weir II, Izquierdo, Kanye West, Andrea Martin, Noah Goldstein |                                         | 4:31 |